# Cephaloleia histrio
Cephaloleia histrio es un coleóptero de la familia Chrysomelidae.
Fue descrita científicamente en 1844 por Guérin-Méneville.